# FC Bayern München (Baseball)
| FC Bayern München          | FC Bayern München |
| -------------------------- | ----------------- |
| Logo des FC Bayern München |                   |
| Vereinsdaten               |                   |
| Gegründet:                 | vor 1962          |
| Aufgelöst:                 | 1973              |

Die Sportabteilung Baseball war eine mehrere Jahre bestehende Nebenabteilung des Haupt- und Fußballvereins FC Bayern München, die Leistungssport betrieb.
Die Baseballmannschaft gewann kurze Zeit nach ihrer Gründung die deutsche Meisterschaft, als sie 1962 im Endspiel gegen den amtierenden Meister TB Germania Mannheim mit 10:6 gewann; im Folgejahr unterlag man in der Endspiel-Neuauflage.
1969 gewann die Mannschaft erneut die deutsche Meisterschaft, die Auflösung erfolgte wenig später 1973.

## Erfolge
- Deutscher Meister 1962, 1969
- Vizemeister 1963, 1966, 1970